# Cicaré CH-10
Der Cicaré CH-10 ist ein Hubschrauber des argentinischen Herstellers Cicaré Helicópteros.

## Geschichte und Konstruktion
Nach dem Augusto Cicaré jahrzehntelang Erfahrungen bei der Entwicklung von Hubschraubern mit Heckrotoren sammeln konnte, wandte er sich wieder – sein erster Hubschrauber der Cicaré CH-1 verfügte ebenfalls über Koaxialrotoren – der Entwicklung eines neuen Hubschraubers mit Koaxialrotoren zu. Dies führt zum CH-10, einem einsitzigen unverkleideten Hubschrauber. Dieser besteht aus einem geschweißten Stahlrohrrahmen auf Basis des CH-7 und wird von zwei Motoren (vermutlich Rotax-582-Zweizylinder-Zweitaktmotoren mit 48 kW) angetrieben. Der CH-10 startete 1997 zu seinem Erstflug. Mit dieser Maschine wurde ein neuartiges von Augusto Cicaré entwickeltes Steuerungssystem erprobt.

## Technische Daten
| Kenngröße             | Daten                                               |
| --------------------- | --------------------------------------------------- |
| Besatzung             | 1                                                   |
| Länge                 | ? m                                                 |
| Höhe                  | ? m                                                 |
| Rotordurchmesser      | 3 m                                                 |
| Leermasse             | ? kg                                                |
| max. Startmasse       | ? kg                                                |
| Reisegeschwindigkeit  | ? km/h                                              |
| Höchstgeschwindigkeit | ? km/h                                              |
| Dienstgipfelhöhe      | ? m                                                 |
| Reichweite            | ? km                                                |
| Triebwerke            | 2 × Rotax-582- Zweizylinder-Zweitaktmotor mit 48 kW |